# 石見大田郵便局
石見大田郵便局（いわみおおだゆうびんきょく）は、島根県大田市にある郵便局。民営化前の分類では集配普通郵便局であった。

## 概要
住所：〒694-8799 島根県大田市大田町大田ロ926-1

### 出張所（局外ATM）
民営化前は以下の場所に出張所としてATMを設置していた。現在も同じ場所にATMがあるが、管理はゆうちょ銀行広島支店となっている。
- ジャスコ大田店出張所

## 沿革
- 1872年8月4日（明治5年7月1日） - 太田町（おおたまち）郵便取扱所として開設[1]。
- 1875年（明治8年）1月1日 - 太田町郵便局（五等）となる。
- 1880年（明治13年）10月 - 為替取扱を開始。
- 1881年（明治14年） - 貯金取扱を開始。
- 1890年（明治23年）4月1日 - 大田郵便局に改称。
- 1897年（明治30年）4月11日 - 大田郵便電信局となる。
- 1903年（明治36年）4月1日 - 通信官署官制の施行に伴い大田郵便局となる。
- 1950年（昭和25年）10月1日 - 特定郵便局から普通郵便局に局種別改定[2]、石見大田郵便局に改称[3]。
- 1950年（昭和25年）11月16日 - 電気通信業務を、新設の石見大田電報電話局に移管[4]。
- 1953年（昭和28年）7月 - 局舎新築落成。
- 1954年（昭和29年）11月26日 - 静間郵便局から集配業務を移管。
- 1955年（昭和30年）4月1日 - 久手郵便局から集配業務を移管。
- 1956年（昭和31年）10月1日 - 電話通話および和文電報受付事務の取扱を開始[5]。
- 1981年（昭和56年）10月5日 - 宅野郵便局および川合郵便局から集配業務を移管。
- 1998年（平成10年）9月1日 - 外国通貨の両替および旅行小切手の売買に関する業務取扱を開始。
- 2006年（平成18年）10月16日 - 波根郵便局（〒699-2299→〒699-2211）から「699-22xx」区域の集配業務を移管[6]。
- 2007年（平成19年）10月1日 - 民営化に伴い、併設された郵便事業石見大田支店に一部業務を移管。
- 2012年（平成24年）10月1日 - 日本郵便株式会社発足に伴い、郵便事業石見大田支店を石見大田郵便局に統合。
- 2015年（平成27年）3月2日 - 三瓶郵便局から「694-02xx」区域の集配業務を移管。

## 取扱内容
- 郵便、印紙、ゆうパック、内容証明
- 貯金、為替、振替、振込、国際送金、国債、投資信託
- 生命保険、バイク自賠責保険、自動車保険
- ゆうちょ銀行ATM
- 大田市内の一部地域（〒694-00xx、694-85xx、694-86xx、694-87xx、694-02xx、699-22xx）の集配業務
- ゆうゆう窓口

## 周辺
- 大田市役所
- 大田市代官山動物園
- 国道375号

## アクセス
- JR山陰本線 大田市駅から徒歩約16分
- 石見交通バス 本町停留所下車
- 駐車場あり：7台